# Iris Portillo
Iris Portillo (nacida en Corrientes, Argentina en 1918 y fallecida en Buenos Aires, Argentina) fue una actriz de reparto argentina.

## Carrera
Portillo fue una actriz que cubrió roles secundarios durante la llamada época dorada de la cinematografía argentina. Actuó en más de 20 películas, generalmente caracterizando papeles de sirvientas, junto a estrellas como Aída Luz, Elsa O'Connor, Santiago Gómez Cou, Fernando Campos, Julia Sandoval,  Francisco de Paula,  Rafael Buono, Perla Mux, Salvador Striano y Pepita Muñoz.
Debutó en el film Lo que le pasó a Reynoso, en 1937, y se despidió con Un amor en el confin del mundo de 1960. Paralelamente tuvo una labor teatral tanto como actriz y como docente junto a Jorge Salcedo y Duilio Marzio. Se la recuerda en Camino del infierno de  1946, donde hace un desnudo ante los escultores que interpretaban Pedro López Lagar y Alberto Vila.
Durante una entrevista contó  que siempre hacia los mismos roles en el cine, mucama o "la chinita" en los escenarios campestres. 
En 1946 integra la lista de La Agrupación de Actores Democráticos, durante el gobierno de Juan Domingo Perón, y cuya junta directiva estaba integrada por Pablo Racioppi, Lydia Lamaison, Pascual Nacaratti, Alberto Barcel y Domingo Mania.

### Filmografía
Estas son las películas en las que participó:
- 1937: Lo que le pasó a Reynoso como Restituta.
- 1941: Al toque de clarín
- 1941: Napoleón
- 1941: Joven, viuda y estanciera como Lucila.
- 1942: Tú eres la paz
- 1942: Cruza
- 1943: Los hijos artificiales
- 1943: Los hombres las prefieren viudas
- 1943: Juvenilia
- 1944: El deseo
- 1944: Delirio
- 1944: Pachamama como Nina
- 1945: Rigoberto
- 1946: Camino del infierno como Nora
- 1946: El diablo andaba en los choclos
- 1947: Una mujer sin cabeza como la Gitana
- 1949: El extraño caso de la mujer asesinada
- 1949: Nace la libertad
- 1949: Yo no elegí mi vida como Nina
- 1950: Hoy canto para ti
- 1950: Don Fulgencio
- 1958: Alto Paraná como Micaela Almada
- 1959: Zafra
- 1961: Un amor en el confín del mundo

### Teatro
En teatro trabajó con diversas figuras del cine nacional como Mecha Ortiz, George Rigaud, Bernardo Perrone, Esther Bence, Vicente Thomas, Carlos Pamplona, Jorge Vilela, Bordignón Olarra,  Héctor Méndez y Tina Helba, entre otros. Entre algunas de las obras en las que participó están:
- El carnaval del Diablo (1943), tragicomedia en un prólogo y cuatro actos presentada por "La Gran Compañía Argentina de Comedia Eva Franco - Miguel Faust Rocha", junto con María Rosa Gallo, Pedro Quartucci, José Franco, Chola Osés, Alberto Candeau, Pilar Gómez, Víctor Barrueco y Luis A. Otero.
- Don Fernández (1946), comedia de tres actos junto a Enrique García Satur.
- ¿Dónde vas, Alfonso XII? (1958), de Juan Ignacio Luca de Tena. Estampa romántica dividida en dos actos dirigida por Lola Membrives junto con Hilda Rey, Bordignón Olarra,, Marcial Manent, Enrique San Miguel, Vicente Ariño, Vicente Thomas, Marisol Salgado, Germinia Sanso y Elias Herrero. Estrenada en el Teatro Cómico.
- Juana de Pompeya (1971-1972), estrenada en el Teatro Odeón.[5]

## Vida privada
Estuvo casada desde 1936 con el recitador argentino Ernesto Ochoa.